# Tačka spontanog paljenja
Tačka spontanog paljenja ili temperatura samozapaljenja, često nazivana temperatura spontanog paljenja ili minimalna temperatura paljenja (ili kratko temperatura paljenja), a ranije poznata i kao tačka paljenja, supstance je najniža temperatura na kojoj se ona spontano zapali u normalnoj atmosferi bez spoljašnjeg izvora paljenja, kao što su plamen ili varnica. Ova temperatura je potrebna da se obezbedi energija aktivacije potrebna za sagorevanje. Temperatura na kojoj se hemikalija zapali opada kako se pritisak povećava.
- Supstance koje se spontano zapale u normalnoj atmosferi na prirodnoj temperaturi okoline nazivaju se pirofornim.

Temperature samozapaljenja tečnih hemikalija se obično mere korišćenjem boce od 500 ml (18 imp fl oz; 17 US fl oz) postavljene u pećnicu sa kontrolisanom temperaturom u skladu sa procedurom opisanom u ASTM E659.
Kada se meri za plastiku, temperatura samozapaljenja se takođe može meriti pod povišenim pritiskom i pri 100% koncentraciji kiseonika. Dobijena vrednost se koristi kao prediktor održivosti za uslugu sa visokim sadržajem kiseonika. Glavni standard testiranja za ovo je ASTM G72.

## Jednačina vremena samozapaljenja
Vreme {\displaystyle t_{\text{ig}}} koje je potrebno materijalu da dostigne temperaturu samopaljenja {\displaystyle T_{\text{ig}}} kada je izložen toplotnom fluksu {\displaystyle q''} je dato sledećom jednačinom:
{\displaystyle t_{\text{ig}}={\frac {\pi }{4}}k\rho c\left[{\frac {T_{\text{ig}}-T_{0}}{q''}}\right]^{2},}
gde je k = toplotna provodljivost, ρ = gustina i c = specifični toplotni kapacitet materijala od interesa, {\displaystyle T_{0}} je početna temperatura materijala (ili temperatura rasutog materijala).

## Temperatura samopaljenja odabranih supstanci
Temperature se u literaturi veoma razlikuju i treba ih koristiti samo kao procene. Faktori koji mogu izazvati varijacije uključuju parcijalni pritisak kiseonika, nadmorsku visinu, vlažnost i količinu vremena potrebnog za paljenje. Generalno, temperatura samozapaljenja za smeše ugljovodonik/vazduh opada sa povećanjem molekulske mase i povećanjem dužine lanca. Temperatura samozapaljenja je takođe viša za ugljovodonike razgranatog lanca nego za ugljovodonike ravnog lanca.
| Supstanca               | Samozapaljenje[D]       | Napomena     |
| ----------------------- | ----------------------- | ------------ |
| Barijum                 | 550 °C (1.022 °F)       | 550±90[C]    |
| Bizmut                  | 735 °C (1.355 °F)       | 735±20[C]    |
| Butan                   | 405 °C (761 °F)         | [ 6 ]        |
| Kalcijum                | 790 °C (1.450 °F)       | 790±10[C]    |
| Ugljen disulfid         | 90 °C (194 °F)          | [ 7 ]        |
| Dizel ili Džet A-1      | 210 °C (410 °F)         | [ 8 ]        |
| Dietil etar             | 160 °C (320 °F)         | [ 9 ]        |
| Etanol                  | 365 °C (689 °F)         | [ 7 ]        |
| Motorni benzin (Petrol) | 247—280 °C (477—536 °F) | [ 7 ]        |
| Vodonik                 | 535 °C (995 °F)         | [ 10 ]       |
| Gvožđe                  | 1.315 °C (2.399 °F)     | 1315±20[C]   |
| Olovo                   | 850 °C (1.560 °F)       | 850±5[C]     |
| Koža / pergament        | 200—212 °C (392—414 °F) | [ 8 ] [ 11 ] |
| Magnezijum              | 635 °C (1.175 °F)       | 635±5[B][C]  |
| Magnezijum              | 473 °C (883 °F)         | [B]          |
| Molibden                | 780 °C (1.440 °F)       | 780±5[C]     |
| Papir                   | 218—246 °C (424—475 °F) | [ 8 ] [ 12 ] |
| Fosfor (beli)           | 34 °C (93 °F)           | [A][B]       |
| Silan                   | 21 °C (70 °F)           | or below     |
| Stroncijum              | 1.075 °C (1.967 °F)     | 1075±120[C]  |
| Kalaj                   | 940 °C (1.720 °F)       | 940±25[C]    |
| Trietilboran            | −20 °C (−4 °F)          | [ 7 ]        |

| A U kontaktu sa organskom materijom, inače se topi.                                                |
| B U objavljenoj literaturi postoje dva različita rezultata. Oba su zasebno navedena u ovoj tabeli. |
| C Na 1 atm. Temperatura paljenja zavisi od pritiska vazduha.                                       |
| D Pod standardnim uslovima za pritisak.                                                            |

## Spoljašnje veze
- Analysis of Effective Thermal Properties of Thermally Thick Materials.